# Idiopoidea
Idiopoidea è una  superfamiglia di aracnidi migalomorfi che comprende una sola famiglia:
- Idiopidae SIMON, 1892